# Stachelbrand
Stachelbrand (auch Stachlprand, Stachbrand, Stachel-Brand) war eine Einöde im Chiemgau. Vor der Gemeindebildung im Jahr 1818 gehörte sie zum Pfarrbezirk Bernau in der Herrschaft Wildenwart und kam dann zur neu entstandenen Gemeinde Bernau. 
1868 waren noch 8 Einwohner nachgewiesen. Der Ort ist im 19. Jahrhundert abgegangen. 1884 bestand der Ort nicht mehr.